# Vanås slot
Vanås eller Wanås (før 1658 dansk: Vanås slot) er et slot i Östra Göinge herred i det nordlige Skåne. Slottet ligger ca. 20 km nord for Kristianstad.

## Historie
Godset blev kendt i 1440'erne som Watnaas (~ åsen ved vandet) og tilhørte Eskil Åkesson. I slutningen af 1400-tallet og begyndelsen af 1500-tallet tilhørte Vanås familien Brahe, som også ejede Vittskövle slot i det østlige Skåne.

### Vanås under Niels Brahe
Niels Brahe sluttede sig i 1525 til Christian II under Søren Norbys bonderejsning. Skåne, bortset fra Malmø og Helsingborg, blev erobret af den bondehær på 8000 mand, og Norbys lejesoldater brændte og plyndrede herregårde undtagen Häckeberga, Glimmingehus og Wanås. Fra St. Libers høj uden for Lund udråbtes Christian II igen til konge.
Kong Frederiks dygtige kommandør, Johan Rantzau, besejrede bønderne og Norbys riddere i de grusomme og blodige slag i 1525 ved Lunds og Bunke Tofta uden for Helsingborg. 1.500 blev fanget og måske 5.000 døde; en af de største slagtninger i Skånes historie.
Frederik blev bistået af Hanseforbundet og Lübeck. Mens Søren fik Blekinge og Lister som len for livet, blev de tilfangetagne bønder straffet. "Så mange tusinde bønder blev dræbt, at der i nogle sogne ikke er mere end to eller tre landmænd tilbage."
Niels Brahe sluttede sig i 1525, under Søren Norbys bonderejsning, til Christian II. I Christian II's regeringstid havde Niels Brahe fået hjælp mod sine fjender. Men da han imidlertid, i 1523, havde hyldet Frederik I, blev han efter nedkæmpelsen af oprøret dømt som højforræder og fradømt ære, liv og gods.

### Vanås under svenskekrigene
Under svenskekrigene i 1600-tallet var Vanås centrum for de dansksindede snaphaner i deres modstandskamp mod svenskerne. I slotsparken står den gamle snaphaneeg endnu. Efter sigende er flere snaphaner blevet hængt i det. Under den nordiske syvårskrig blev dele af slottet ødelagt af svenskerne, men blev genopført efter krigen.

### Senere ejere
Deres troskab for den afsatte Christian II medførte, at godset blev inddraget af Frederik I, der i 1525 solgte det til Claus Bille. Efter hans familie købte rigsråd Malte Juuls enke, Anna Ramel, Vanås. Gennem donation gik slottet til den rygisk fyrsteslægt Podebusk. I 1756 købte landshøvding Carl Axel Hugo Hamilton (* 1722, † 1763) Vanås. Hans enke, Betty, gjorde Vanås til fideikommis for sin dattersøn grev Carl Axel Wachtmeister af Johannishus, der overtog godset i 1801. Slægten ejer fortsat godset; den nuværende ejer er grev Carl-Gustaf Wachtmeister.

## Stiftelsen "Wanås Utställningar"
I 1987 blev dele af Vanås indviet som museum for svensk og international samtidskunst, med fokus på stedspecifikke installationer. Museumsgenstande er udstillet i parken og udstillingshallerne i de renoverede stald- og ladebygninger fra 1700 og 1800-tallet. Parken rummer mere end 40 permanente installationer og skulpturer af blandt andet Per Kirkeby og Yoko Ono.
Stiftelsen "Wanås Utställningar" blev dannet på initiativ af Marika Wachtmeister, der var leder indtil 2009 fulgt af Illis Quorum. Elisabeth Millqvist og Mattias Givell har været kunstneriske ledere siden 2010.

## Galleri
- Jacob Dahlgrens "Primary Structure"
- Kari Cavéns Cow Chapel
Foto: Bengt Oberger
- Pål Svenssons Sprungen ur (1996), diabas 
Foto: Bengt Oberger
- Yoko Onos Wish Tree for Wanås, 2011
- Antony Gormley Together and Apart